# Велика Весь-Б
Велика Весь-Б (пол. Wielka Wieś B) — село в Польщі, у гміні Відава Ласького повіту Лодзинського воєводства.